# Карвалью, Эваришту
Эвари́шту ду Эшпи́риту Са́нту Карва́лью (порт. Evaristo do Espírito Santo Carvalho; 22 октября 1941, Сан-Томе и Принсипи — 28 мая 2022, Лиссабон) — государственный и политический деятель, президент Сан-Томе и Принсипи (2016—2021).

## Политическая карьера и деятельность
В 1994 году вступил в центристскую партию Независимое демократическое действие, созданную президентом Мигелом Тровоадой. С 7 июля по 25 октября 1994 года — премьер-министр. С 26 сентября 2001 года по 28 марта 2002 года — вновь премьер-министр, однако оставил пост после выхода из НДД нового президента Фрадике де Менезеша.
В августе 2010 года избран спикером парламента. В 2011 году выдвинут кандидатом НДД (представитель которой Патрис Тровоада в тот момент возглавлял правительство) на пост президента и со значительным отставанием в первом туре вышел во второй, где получил чуть больше 47,1 % голосов и проиграл независимому кандидату, первому президенту страны Мануэлу Пинту да Коште.
В 2012 году, когда оппозиционные депутаты начали организацию голосования о доверии правительству Тровоады, ушёл в отставку с поста спикера парламента, стараясь тем самым сорвать голосование (проведение было невозможно без спикера). Однако предотвратить отставку правительства не удалось.
В 2016 году вновь выдвинут опять сформировавшей правительство под руководством Тровоады НДД в президенты и, несмотря на прогнозы, обещавшие победу Карвалью уже в первом туре, получил лишь 49,9 % голосов, выйдя во второй тур вместе с Пинту да Коштой, баллотировавшимся на второй срок. Пинту да Кошта, однако, обвинив правительство в многочисленных нарушениях подсчёта голосов, объявил о бойкоте второго тура и снял свою кандидатуру, в результате чего Карвалью был избран безальтернативно.
Начал восстановление связей с Китаем, разорванных в 1997 году. В декабре 2016 года были установлены дипломатические отношения с КНР и разорваны с Республикой Китай (Тайванем).
Президентские полномочия Эваришту Карвалью должны были истечь 3 сентября 2021 года. Но, из-за спора о достоверности результатов первого тура президентских выборов 2021 года, проведение второго тура дважды откладывалось и должно было состояться только 5 сентября 2021 года. Поэтому во вторник (31 августа 2021 года) парламент проголосовал за продление срока президентских полномочий Эваришту Карвалью до окончания второго тура голосования.
Умер 28 мая 2022 года в Лиссабоне.